# Beatrice II av Burgund
Beatrice II av Burgund, död 1231, var regerande grevinna av Burgund från 1205 till 1231.  Hon ärvde Burgund efter sin syster. 